# Fixpunktsatz (Endliche Gruppen)
Zu den zahlreichen Resultaten in der Theorie der endlichen Gruppen, die im Zusammenhang mit den Sylow-Sätzen stehen, zählt ein als Fixpunktsatz bezeichneter Satz, der eine in diesem Kontext grundlegende Existenzaussage macht. Der Fixpunktsatz beruht auf einer allgemeinen Formel, welche nicht zuletzt die bekannte Klassengleichung in sich einschließt.

## Formulierung
Dieser Fixpunktsatz lässt sich folgendermaßen formulieren:
Gegeben seien eine endliche Menge {\displaystyle X} und weiter eine Primzahl {\displaystyle p}, eine natürliche Zahl {\displaystyle r} sowie eine endliche Gruppe {\displaystyle (G,\cdot )} der Ordnung {\displaystyle |G|=p^{r}}.
Dabei soll {\displaystyle (G,\cdot )} vermöge der äußeren Operation {\displaystyle G\times X\to X\;,\;(g,x)\mapsto g\cdot x\;,\;} auf {\displaystyle X} operieren.

Dann gelten folgende Aussagen:

 (i) {\displaystyle |\operatorname {Fix} _{G}(X)|\equiv |X|{\pmod {p}}}
 (ii) Insbesondere existiert, wenn {\displaystyle |X|} und {\displaystyle p} teilerfremd sind, mindestens ein Fixpunkt.

## Allgemeine Formel
Die oben erwähnte allgemeine Formel lässt sich wie folgt angeben:
Gegeben seien eine Menge {\displaystyle X} und eine Gruppe {\displaystyle (G,\cdot )}, die vermöge {\displaystyle G\times X\to X\;,\;(g,x)\mapsto g\cdot x\;,\;} auf {\displaystyle X} operieren soll.
Weiter gegeben sei ein Repräsentantensystem {\displaystyle V\subseteq X} für die durch die Bahnen auf {\displaystyle X} gegebenen Partition.

Dann gilt hinsichtlich der Mächtigkeiten die Formel

{\displaystyle |X|=|\operatorname {Fix} _{G}(X)|+\sum \limits _{x\in V\;{\text{mit}} \atop \;\ (G\colon G_{x})>1}{(G\colon G_{x})}}.

## Folgerungen
Der obige Fixpunktsatz hat eine Reihe interessanter Anwendungen.

### Über das Zentrum endlicher p-Gruppen
Hier führt der Fixpunktsatz unmittelbar zu folgendem Resultat:
Gegeben seien eine Primzahl {\displaystyle p} und dazu eine endliche p-Gruppe {\displaystyle G} mit zugehörigem Zentrum {\displaystyle \mathrm {Z} (G)}.

Dann gilt:

 (i) Besteht ein Normalteiler {\displaystyle N\trianglelefteq G} nicht aus dem neutralen Element allein, so besteht auch der Durchschnitt {\displaystyle \mathrm {Z} (G)\cap N} nicht aus dem neutralen Element allein.
 (ii) Insbesondere besitzt die endliche p-Gruppe {\displaystyle G} im Falle, dass sie mehr als einem Element hat, ein nichttriviales Zentrum {\displaystyle \mathrm {Z} (G)}.

### Zu Normalteilern endlicher p-Gruppen
Hier ergibt sich aus dem Fixpunktsatz die folgende Strukturaussage:
Jede endliche p-Gruppe {\displaystyle G} der Ordnung {\displaystyle |G|=p^{r}} ({\displaystyle p} prim, {\displaystyle r\in \mathbb {N} \;,\;r\geq 1}) hat einen Normalteiler {\displaystyle N\trianglelefteq G} der Ordnung {\displaystyle |N|=p^{r-1}} .